# Зґловйончка (Куявсько-Поморське воєводство)
Зґловйончка (пол. Zgłowiączka) — село в Польщі, у гміні Любранець Влоцлавського повіту Куявсько-Поморського воєводства.